# 纪念邮票

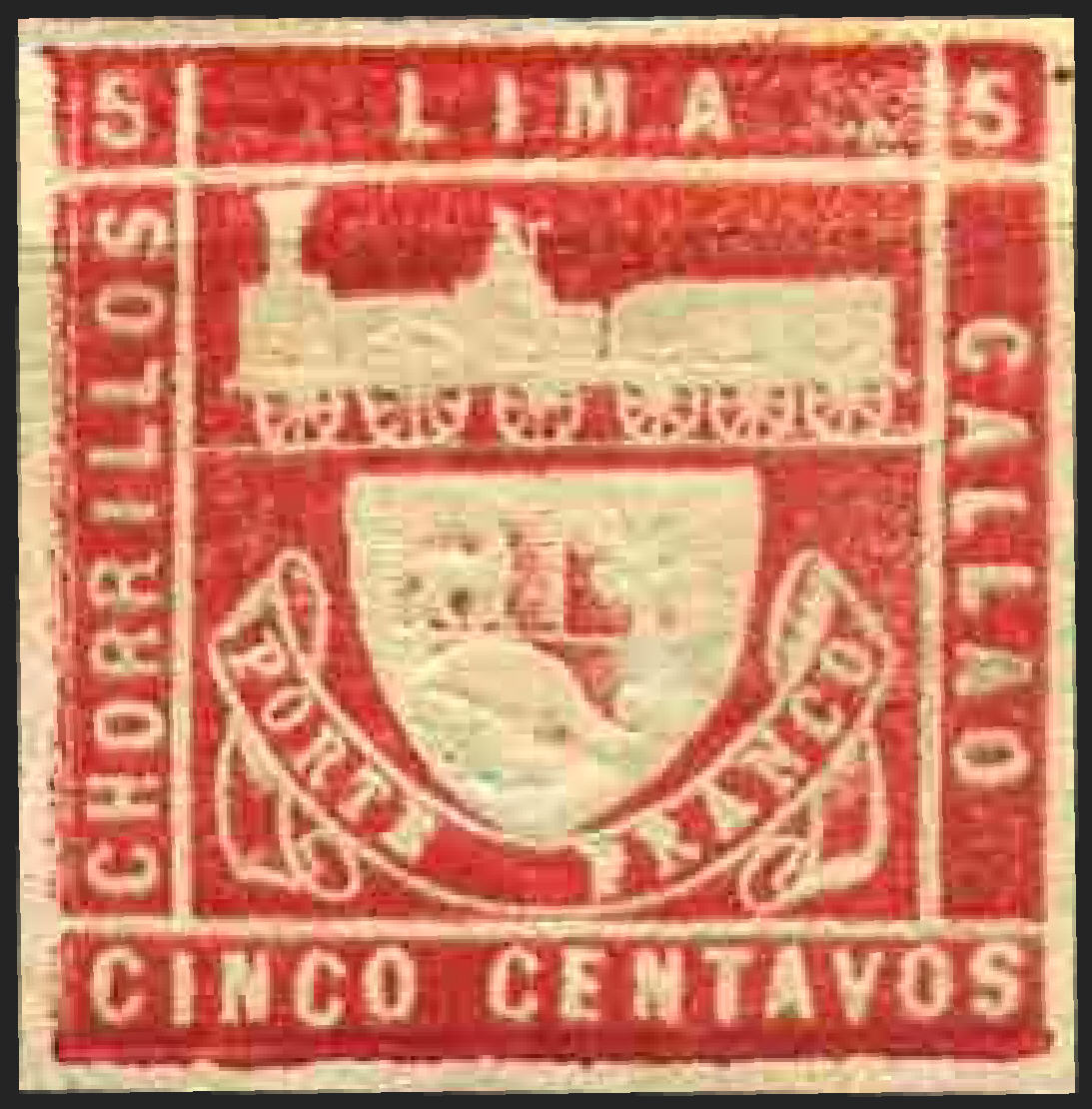
纪念南美最早的铁路通车20周年郵票

纪念邮票是为了纪念国际、国内的重大历史事件，知名人物以及其它有纪念意义的的事物而发行的邮票。纪念邮票一般都是以纪念的事件或者人物为邮票的主图。中華人民共和國发行的纪念邮票都有很好的标记，在邮票上印有“纪”，1974年以后的，印有“J”，1992年以后不再采用J和T的编序方式。
世界上第一枚纪念邮票是1871年秘鲁发行的“纪念南美最早的铁路通车20周年”。中国发行的第一枚纪念邮票是1894年11月7日为纪念慈禧太后60大寿而发行的，共9枚。中共中央革命根據地发行的第一枚纪念邮票是1939年9月晋察冀临时邮政发行的“抗战军人”，共一枚。中華人民共和國诞生后，发行的第一枚纪念邮票是1949年10月8日发行的“庆祝中国人民政治协商会议第一届全体大会”。
纪念邮票的特点：
- 发行量较少
- 郵票面值大
- 印刷精美
- 不能再版